# 4464 Vulcano
4464 Vulcano là một tiểu hành tinh vành đai chính với chu kỳ quỹ đạo là 996.5190207 ngày (2.73 năm).
Nó được phát hiện ngày 11 tháng 10 năm 1966.